# T1 (Tramvay Istanbul)

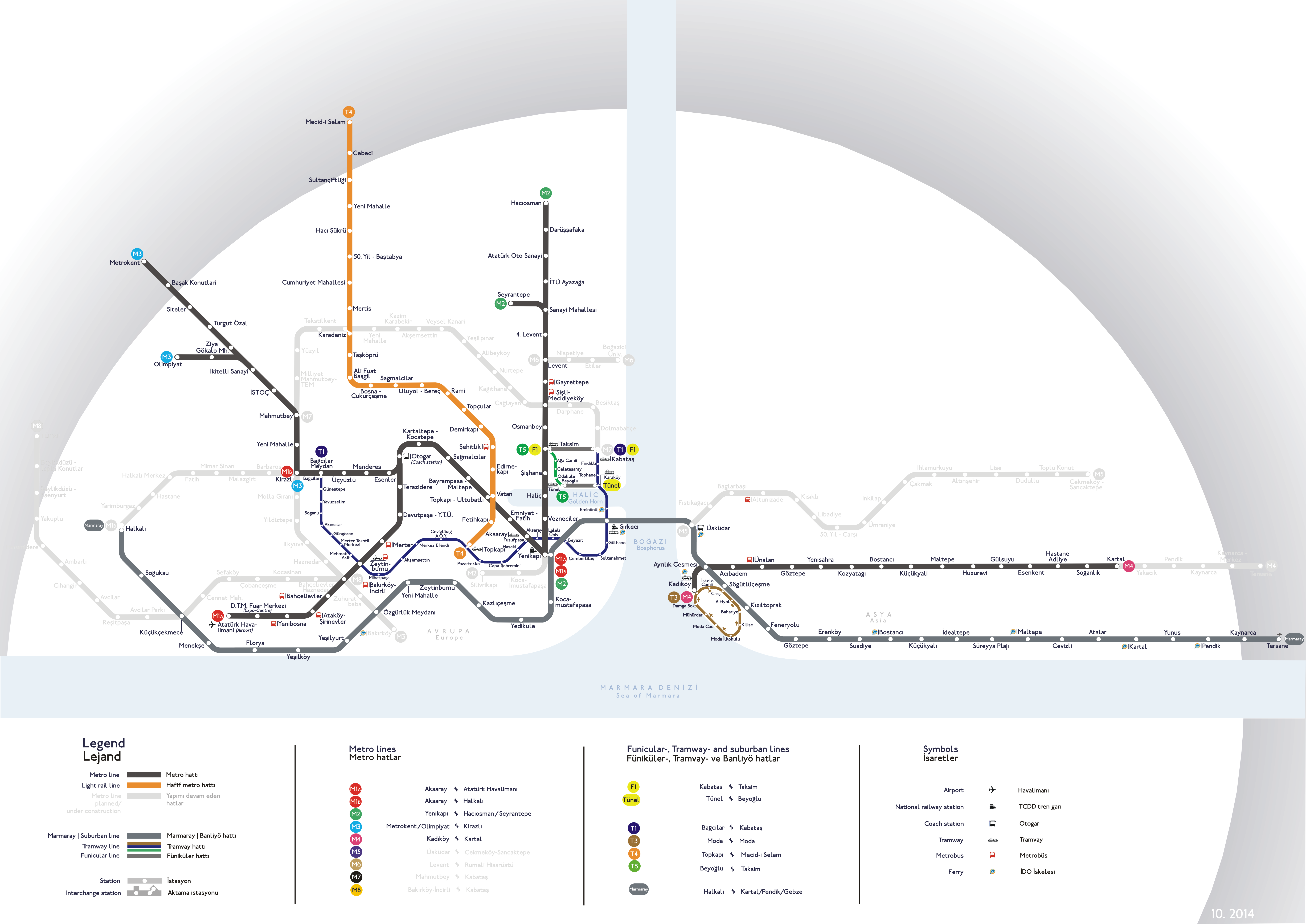
Einbettung der Straßenbahnlinie T1 (blau) in das Istanbuler Schienennetz

Die Linie T1 ist eine Linie der Straßenbahn Istanbul auf der europäischen Seite der Bosporusmetropole. Ihr erster Bauabschnitt wurde 1992 eröffnet. Seither wurde die Linie stetig erweitert und Haltestellen sowie Fahrzeuge permanent modernisiert. Gemeinsam mit den Linien der Metro Istanbul und den Vorortzügen (Banliyö) zählt die T1 zum Rückgrat des schienengebundenen öffentlichen Personennahverkehrs in Istanbul.

## Entwicklung des Straßenbahnprojekts

### Geschichte

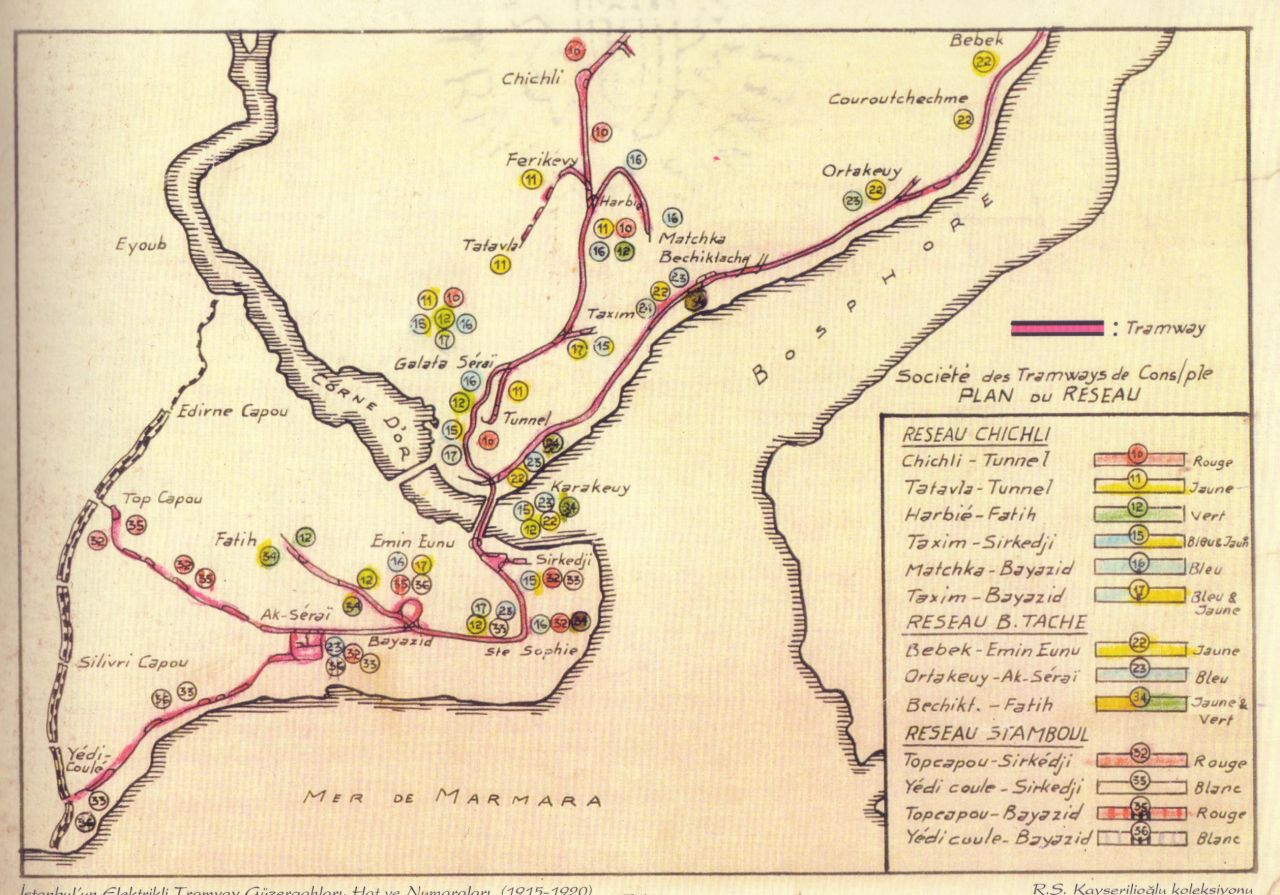
Straßenbahnnetz 1920

Die Straßenbahn erlebte in den 1990er Jahren nicht nur in Istanbul eine Renaissance. Lange Jahre hatte Istanbuls Stadtverwaltung ganz auf den Individualverkehr gesetzt, der als Ausweis von Modernität galt, und versucht, die Stadt autofreundlich auszubauen, so dass vom Straßenbahnnetz, das aus 19 Linien bestanden hatte, 1966 mit der Einstellung der letzten Linie nichts mehr übrig geblieben war.
Die Stadt- und Minibusse alleine konnten dem Ende der 1980er Jahre stetig wachsenden Autoverkehr aber nicht als Alternative entgegenstehen, was die städtischen Straßen – beschleunigt durch das rasante Bevölkerungswachstum – an den Rand des Verkehrsinfarkts brachte.

### Bau der T1
1992 wurde zwischen den Stationen Sirkeci und Topkapı der erste Abschnitt der neuen Straßenbahnlinie eröffnet. Diese wurde an beiden Enden nach und nach verlängert: Im Westen zunächst bis Zeytinburnu, um eine Umsteigestation zur U-Bahn-Linie M1 zu erreichen.
Mit der Verlängerung der Linie im Osten bis Kabataş über das Goldene Horn hinweg ist eine nützliche Verbindung zwischen dem modernen Stadtzentrum und den westlichen Vororten geschaffen worden, die die Metro ergänzt.

### Zusammenführung der Linien T1 und T2
2011 wurde die ebenfalls in Zeytinburnu endende T2 mit der T1 verbunden, wodurch die T1 jetzt von Kabataş bis Bağcilar verkehrt und den ehemaligen Linienweg der T2 mit abdeckt. Dieser Streckenabschnitt ist teilweise stadtbahnähnlich ausgebaut, das heißt die T1 verkehrt hier auf einem stellenweise vom Straßenverkehr separierten Gleiskörper.

## Fahrzeuge
Auf der M1 verkehrten zeitweise die gleichen Zugtypen, wie auf der T1: In Graz gebaute Stadtbahnfahrzeuge des Herstellers SGP. Auf der T1 wurden aber sukzessive niederflurige Fahrzeuge eingesetzt. Heute verkehren Stadtbahnwagen des Modells Flexity Swift von Bombardier und des Modells Citadis 304 von Alstom, welche die jüngsten Wagentypen auf der T1 sind.

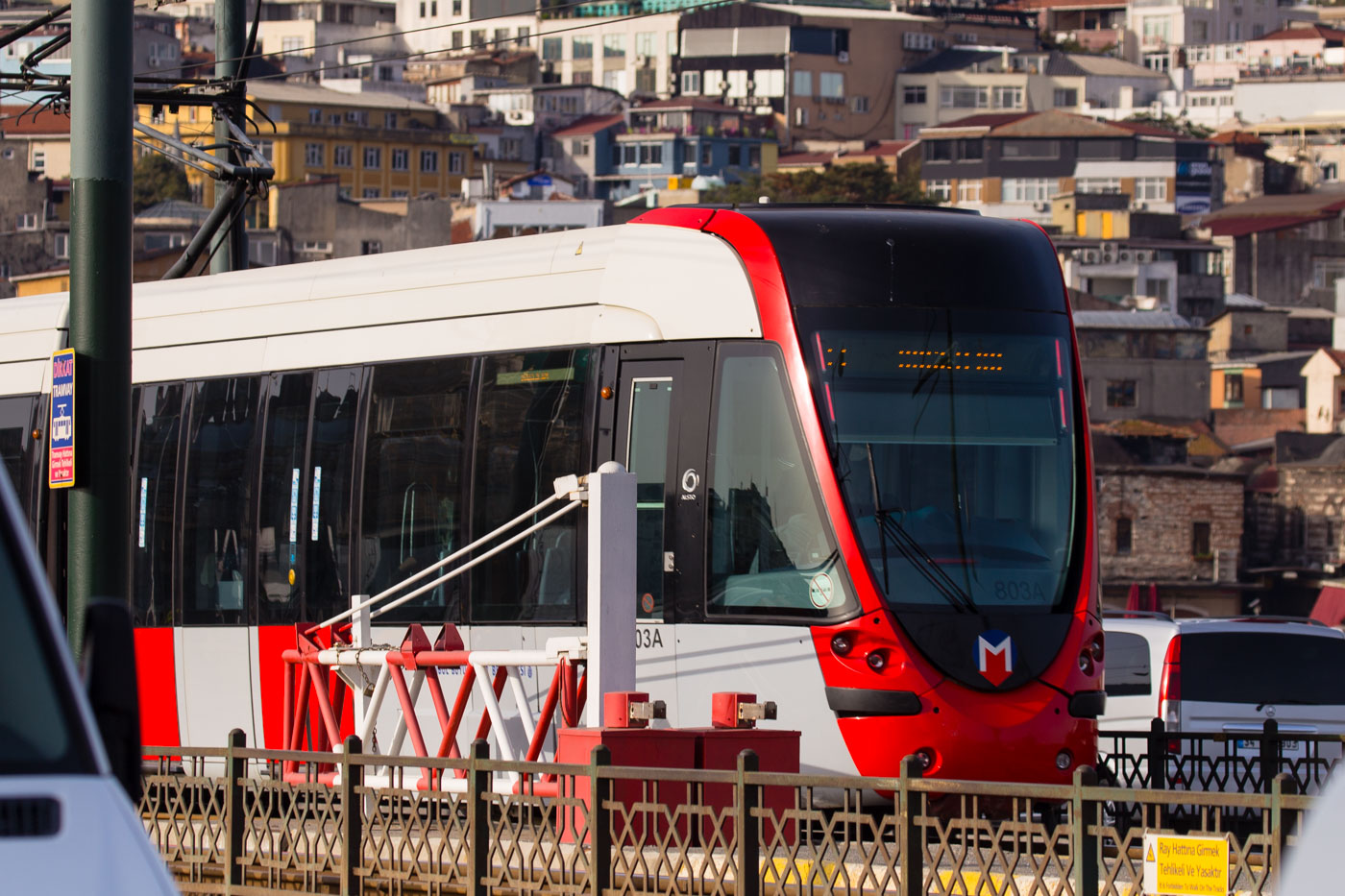
T1-"Citadis"-Wagen von Alstom in der Nähe der Station Sirkeci
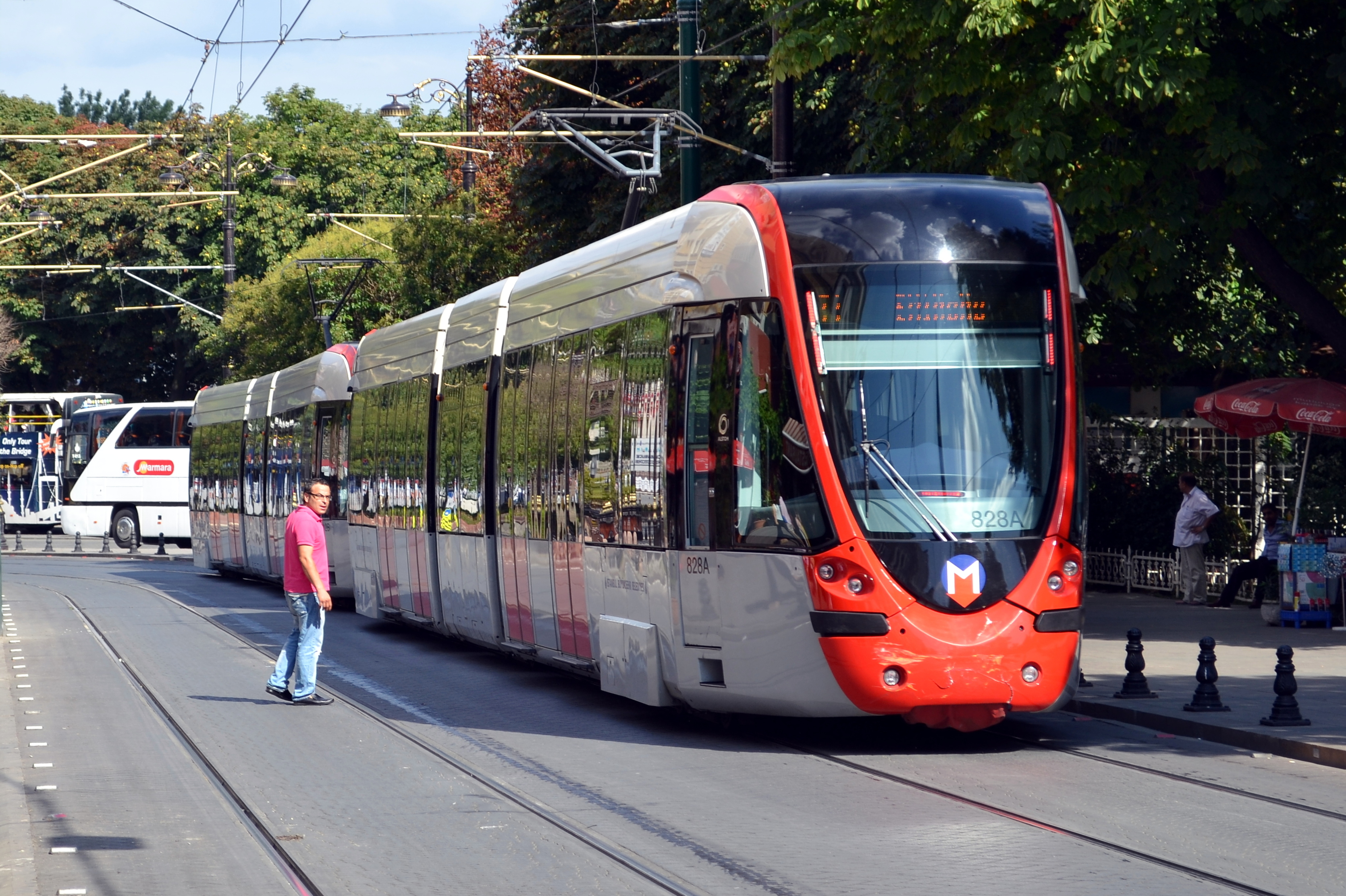
Alstom "Citadis" Tram auf der T1

## Linienverlauf

Stationsplan der Straßenbahnlinie T1 mit Umsteigemöglichkeiten

## Bedeutung
Neben der Zubringerfunktion für Pendler zur Metro, zur Stadtbahn und zur historischen Halbinsel südlich des Goldenen Horns ist die T1 insbesondere auch für Touristen sehr bedeutend, führt ihr Linienweg doch einerseits an bekannten Sehenswürdigkeiten der Stadt, wie der Hagia Sophia, der Blauen Moschee, dem Großen Basar, der Yerebatan-Zisterne und dem Topkapı-Palast vorbei; andererseits ist die T1 mit ihren Halten am Sirkeci-Bahnhof, dem ehemaligen Endbahnhof des Orientexpress, und am Fähranleger Eminönü eine wichtige Verbindung zwischen der historischen Halbinsel und dem modernen Zentrum in Beyoğlu.
In Sirkeci besteht eine Umsteigemöglichkeit zur eurasischen S-Bahnlinie Marmaray. Bis zur Eröffnung des U-Bahnbereichs im S-Bahnhof Yenikapı (Metro-Linien M1A/B und M2) bleibt die T1 die wichtigste Verknüpfung des Marmaraysystems mit dem übrigen Schienennetz auf der europäischen Seite der Stadt.

## Tarifsystem
In das Istanbuler ÖPNV-Tarifsystem des Verbundes von Istanbul Ulasim und İETT ist die T1 integriert, das heißt, dass – wie an Metro-, Metrobüs-, S-Bahn-, Autobus- und Fährlinien mit der Istanbulkart und dem Akbilsystem – elektronisch gezahlt werden kann.
Die Straßenbahnhaltestellen der Linie T1 sind mit Sperrschranken versehen. Ein Lösen oder Entwerten von Tickets in den Zügen ist nicht möglich.

## Spurweite und Stromversorgung
Die T1 fährt, wie alle Bahnen der Metro, der Stadtbahn und der Straßenbahn Istanbuls (bis auf die meterspurige T3) auf Gleisen mit Regelspur 1435 mm. Die Stromversorgung erfolgt über eine Oberleitung.